# Lidija Swerewa

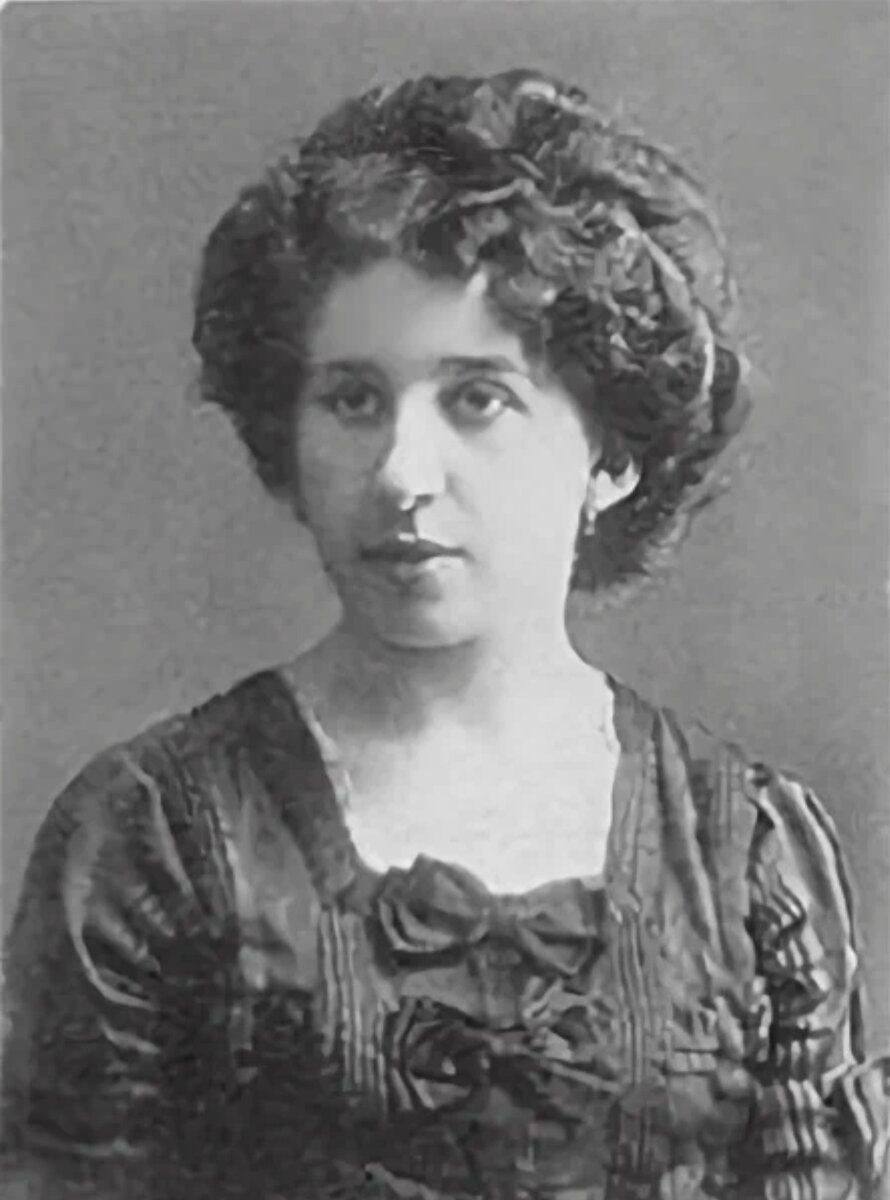
Lidija Swerewa (1911)

Lidija Wissarionowna Swerewa (russisch Лидия Виссарионовна Зверева; * 1890 in Sankt Petersburg; † 2. Maijul. / 15. Mai 1916greg. in Petrograd) war eine russische Flugpionierin, Unternehmerin und die erste Pilotin im Zarenreich.

## Leben
Lidija Wissarionowna Swerewa wurde 1890 in Sankt Petersburg geboren. Ihr Vater Wissarion Lebedew war ein General, der Verdienste im Russisch-Osmanischen Krieg (1877–1878) erworben hatte. Nach der üblichen Ausbildung höherer Töchter heiratete sie im Alter von 17 Jahren den Ingenieur I. S. Swerew, der jedoch bereits nach zwei Jahren Ehe verstarb.

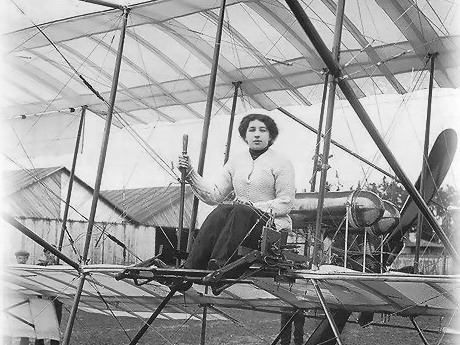
Lidija Swerewa in einer Farman IV (1911)

Im Juni 1911 begann Lidija Swerewa eine Flugausbildung in Gattschina. Sie bezahlte 400 Rubel für den Unterricht und 600 Rubel Kaution für Schäden am Flugzeug. Ihr Fluglehrer Wladimir Wiktorowitsch Sljusarenko (Владимир Викторович Слюсаренко, * 1888) war gerade selbst dabei, seine Ausbildung mit dem Pilotenschein Nummer 23 zu beenden. Einen Monat später war sie Copilotin und Navigatorin, als er versuchte mit anderen Piloten von Sankt Petersburg nach Moskau zu fliegen. Der Versuch endete mit einem Motorschaden. Beim nächsten Start übernahm ein anderer Pilot den zweiten Platz, da er den Ersatzmotor zur Verfügung gestellt hatte. Auch dieser Motor streikte, bei der Notlandung starb der Copilot  und Sljusarenko musste für lange Zeit ins Krankenhaus. Eine einzige Maschine erreichte das Chodynkafeld nordwestlich des Moskauer Stadtzentrums.
Am 10. August 1911 erhielt Swerewa als erste Frau in Russland den Pilotenschein, der die Nummer 31 trug. Statt den geforderten zwei war sie fünf „Achten“ geflogen und hatte nach dem Anflug mit ausgeschaltetem Motor das Landefeld genau getroffen. Im folgenden Jahr unternahm sie mit Sljusarenko, den sie 1913 heiratete, Demonstrationsflüge in Baku und Transkaukasien. In Tiflis wurde vor der Flugschau ihre Maschine durch einen Sturm zerstört und sie mussten den Motor verkaufen, um den Eigentümer der Pferderennbahn für den Ausfall an Einnahmen zu entschädigen.
Ein Jahr darauf gründete das Ehepaar Sljusarenko im April 1913 in Sassenhof bei Riga, dem damaligen Zentrum der russischen Luftfahrt, eine Werkstatt für Bau und Reparatur von Flugzeugen sowie eine Flugschule, in der sie Nachwuchspiloten ausbildeten. Unterstützung gab der Motorenhersteller Fjodor Kalep. Im Oktober konnten die ersten zwei Farman XVI an das Militär ausgeliefert werden. Es waren deutlich verbesserte Versionen des französischen Aufklärungsflugzeugs. Bis zum Sommer 1914 wurden acht weitere Maschinen montiert.

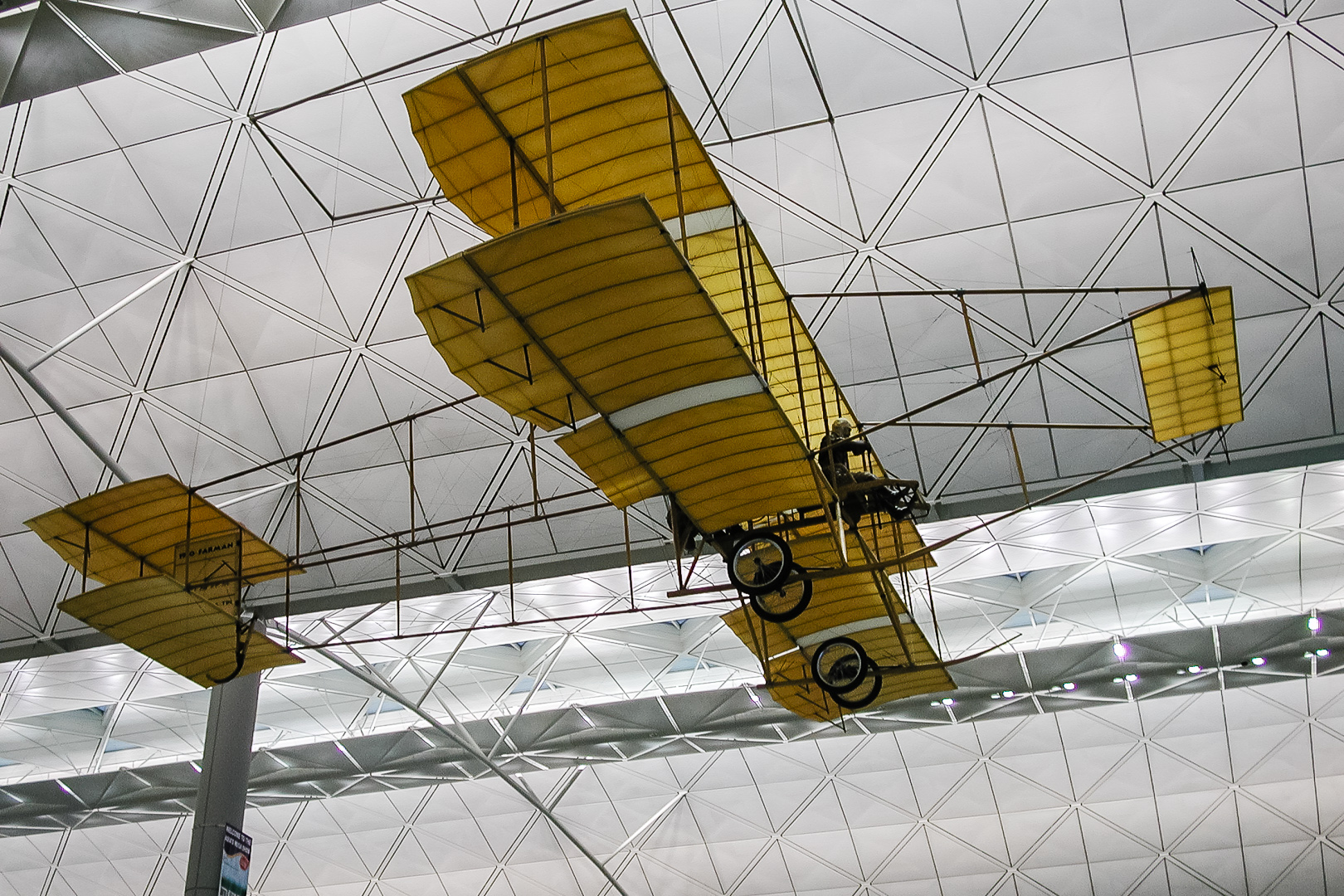
Farman IV (Nachbau in Hongkong)

Zu Beginn des Ersten Weltkriegs wurde die Firma mit Militärsubventionen nach Petrograd verlegt. In zwei Jahren produzierte das Unternehmen für die russische Fliegertruppe 15 Farman XXII, 25 Morane Parasol und acht Farman-IV-Doppeldecker, die zu Ausbildungszwecken sehr gefragt waren. Gebaut wurden auch mehrere Morane G mit 14 Meter Spannweite. Swerewa war unter anderem Testpilotin des Unternehmens, die neue Maschinen einflog und Konstruktionsänderungen prüfte. Im Jahr 1916 hatte das Unternehmen 460 Mitarbeiter und stellte bis Kriegsende 20 Lebedew-12, 28 Morane G (14 m), 45 Morane G (16 m), 20 Farman IV und 4 Farman XVI fertig.
Lidija Wissarionowna Swerewa starb am 2. Mai 1916 in ihrer Heimatstadt Petrograd im Alter von 26 Jahren an Typhus. Während der Beerdigung auf dem Nikolaus-Friedhof kreisten Flugzeuge über der Anlage.
Das Flugzeugwerk produzierte bis über die Oktoberrevolution 1917 hinaus. Swerewas Ehemann, der ein zweites Mal geheiratet hatte, emigrierte über Harbin nach Australien, wo er 1969 verstarb.

## Fliegerisches
Nach der absolvierten Prüfung hatte Swerewa 1911 dem Zeitungsreporter der «Петербургского листка» (Petersburger Blatt) auf die Frage nach ihren Zukunftsplänen geantwortet: „Den russischen Frauen den Weg in die Luftfahrt zu öffnen. Ich lade sie ein, mir zum vollständigen Sieg über die Luft zu folgen.“
Swerewa gilt als erste Kunstflugpilotin. Im Mai 1914 zeigte sie bei einer Vorführung in Riga einen Sturzflug bei abgestelltem Motor, dem nach dem Wiederanlassen ein Looping folgte. Neben dem „Nesterow-Looping“ beherrschte sie auch den „Arzeulow-Korkenzieher“. Obwohl sie einige Male schwere Unfälle erlebte, kam sie mit Schürfwunden und Prellungen davon. Bei Wettbewerben kam es vor, dass Konkurrenten Swerewas Motor mit Eisenspänen manipulierten. Sie war auch technisch begabt und konnte kleinere Schäden am Flugzeug selbst beheben.
Konstantin Arzeulow sagte später: „Zvereva flog kühn und entschlossen, ich erinnere mich daran, wie jeder auf ihre meisterhaften Flüge, einschließlich der Höhenflüge, achtete. Zu dieser Zeit riskierten jedoch nicht alle, eine große Höhe zu erreichen.“

## Ehrungen
Zu Ehren Swerewas wurde eine Straße am ehemaligen Flugplatz in Gattschina nach ihr benannt.
Der Venuskrater Zvereva (45.3°, 283.1°) mit einem Durchmesser von 22,3 Kilometern trägt ebenfalls ihren Namen.
Der am 1. Dezember 1975 entdeckte Asteroid des inneren Hauptgürtels (3322) Lidiya wurde nach ihr benannt.